# شکم حاد
اصطلاح شکم حاد (به انگلیسی: acute abdomen) در پزشکی اشاره به درد ناگهانی و شدید شکم دارد.
در بسیاری موارد چنین عارضه‌ای نیاز به تشخیص سریع و فوری دارد. در برخی موارد جراحی نیز لازم می‌شود.
آپاندیسیت حاد شایع‌ترین علت شکم حاد است.
گزش نوعی عنکبوت به نام بیوه سیاه نیز درد شکمی ایجاد می‌کند که علایمی مشابه شکم حاد دارد. اگر تشخیص گزش عنکبوت بیوه سیاه قطعی است، پرهیز از جراحی شکم توصیه می‌شود.

## علل
تشخیص افتراقی‌های شکم حاد عبارتند از:
1. آپاندیسیت حاد (Acute appendicitis)
2. زخم معده و عوارض آن (Acute peptic ulcer and its complications)
3. کوله سیستیت حاد یا التهاب حاد کیسه صفرا (Acute cholecystitis)
4. پانکراتیت حاد (Acute pancreatitis)
5. ایسکمی حاد روده (Acute intestinal ischemia)
6. دیورتیکولیت حاد (Acute diverticulitis)
7. حاملگی خارج رحمی (Ectopic pregnancy with tubal rupture)
8. تورشن تخمدان (Ovarian torsion)
9. پریتونیت حاد (شامل پارگی احشا) ((Acute peritonitis (including hollow viscus perforation)
10. کولیک حاد حالب (دردهای مربوط به کلیه) (Acute ureteric colic)
11. ولولوس یا پیچ خوردگی روده (Bowel volvulus)
12. انسداد روده (Bowel obstruction)
13. پیلونفریت حاد (Acute pyelonephritis)
14. کریز آدرنال (Adrenal crisis)
15. کولیک صفراوی (Biliary colic)
16. آنوریسم آئورت شکمی (Abdominal aortic aneurysm)
17. تب مدیترانه ای خانوادگی (Familial Mediterranean fever)
18. هموپریتوئن یا جمع شدن خون در صفاق (Hemoperitoneum)
19. پارگی طحال (Ruptured spleen)
20. سنگ کلیه (Kidney stone)
21. آنمی سیکل سل یا کم خونی داسی شکل (Sickle cell anaemia)
22. کارسینوئید (Carcinoid)